# Classe R (sommergibile Regno Unito)
I sommergibili classe R furono una classe di 12 piccole unità costruite per la Royal Navy britannica durante il corso della prima guerra mondiale. Dotati di propulsione diesel-elettrica, furono i predecessori dei sottomarini "hunter killer" in quanto progettati specificamente per la caccia ad altri mezzi subacquei con uno scafo allungato e autonomia in immersione prolungata. 
Con una velocità di 14 nodi in immersione le unità della classe stabilirono un record che rimase insuperato fino alla costruzione, avvenuta nel 1938 del sottomarino N 71 della Marina imperiale giapponese che raggiunse i 21 nodi.